# Rue Poulletier
La rue Poulletier est une voie située sur l'île Saint-Louis, dans le 4e arrondissement de Paris, en France.

## Situation et accès

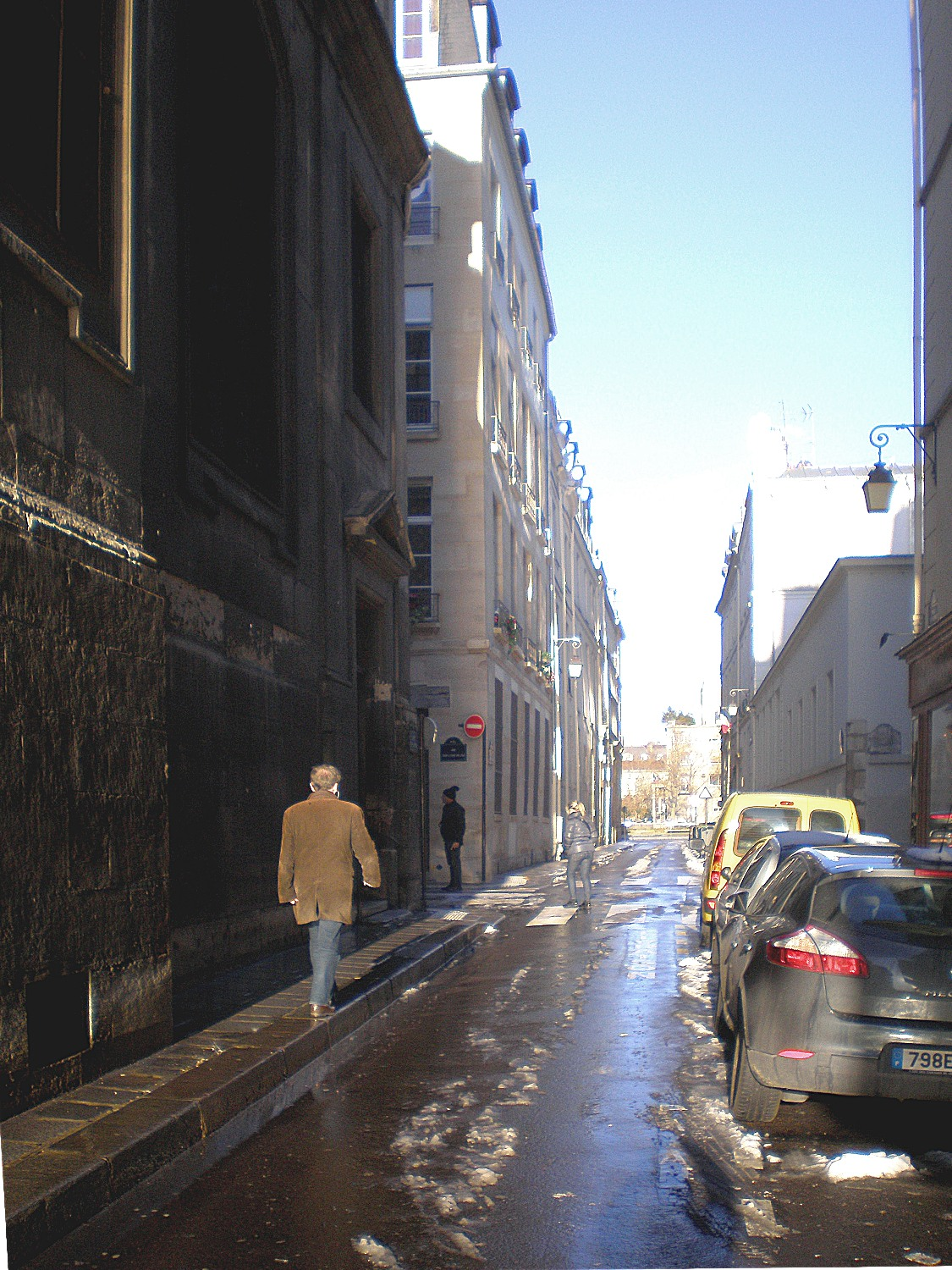
Rue Poulletier vue depuis le quai de Béthune (décembre 2010).

La rue Poulletier est desservie à proximité par la ligne 7 aux stations Pont Marie et Sully - Morland.

## Origine du nom
Elle doit sa dénomination à l'entrepreneur Lugles Poulletier qui, associé aux entrepreneurs et lotisseurs Christophe Marie et François Le Regrattier, étaient chargés de bâtir l'île Notre-Dame.

## Historique
Cette rue a été créée en 1614 sur l'emplacement d'un ancien chenal qui depuis le XIVe siècle séparait deux îlots — l'« île Notre-Dame » et l'« île aux Vaches » — dont la réunion permit la formation de l'« île Saint-Louis ». Également appelée « rue Poultier », elle prit les noms de « rue de la Poulletière » ou « rue de la Poulleterie », et « rue Florentine ».
Il est cité sous le nom de « rue Poulletier » dans un manuscrit de 1636.
Par ordonnance en date du 9 décembre 1838, la rue Saint-Louis-en-l'Île est alignée :
« Louis-Philippe, etc.,

Article 1 - Les alignements des rues de Bretonvilliers, de la Femme-sans-Tête, Guillaume, Saint-Louis-en-l'Île, Poulletier, Regrattier, des quais d'Anjou, de Béthune, de Bourbon et d'Orléans, à Paris, sont arrêtés ainsi qu'ils sont tracés sur les plans ci-annexés, suivant les procès-verbaux des points de repère transcrits sur les dits plans.
 Donné au palais des Tuileries le 9 décembre 1838. »

## Bâtiments remarquables et lieux de mémoire
- L'église Saint-Louis-en-l'Île.
- Au no 5, fondation le 17 septembre 1632 par Vincent de Paul de l'institution des Filles de la Charité[5].
- Au no 7 : lieu où demeura, après son mariage, le médecin et journaliste Jacques Alexandre Bixio (1808-1865), future personnalité politique dont les deux premiers enfants, Victor Maurice (né en 1834) et Jules Maurice Bixio (né en 1836) furent baptisés paroisse Saint-Louis-en-l’Île[6].
- Au no 9 : un hôtel particulier (l'hôtel de Gillier).
- Au no 12 : un hôtel particulier.
- Au no 20 : un hôtel particulier (l'hôtel Meiland).

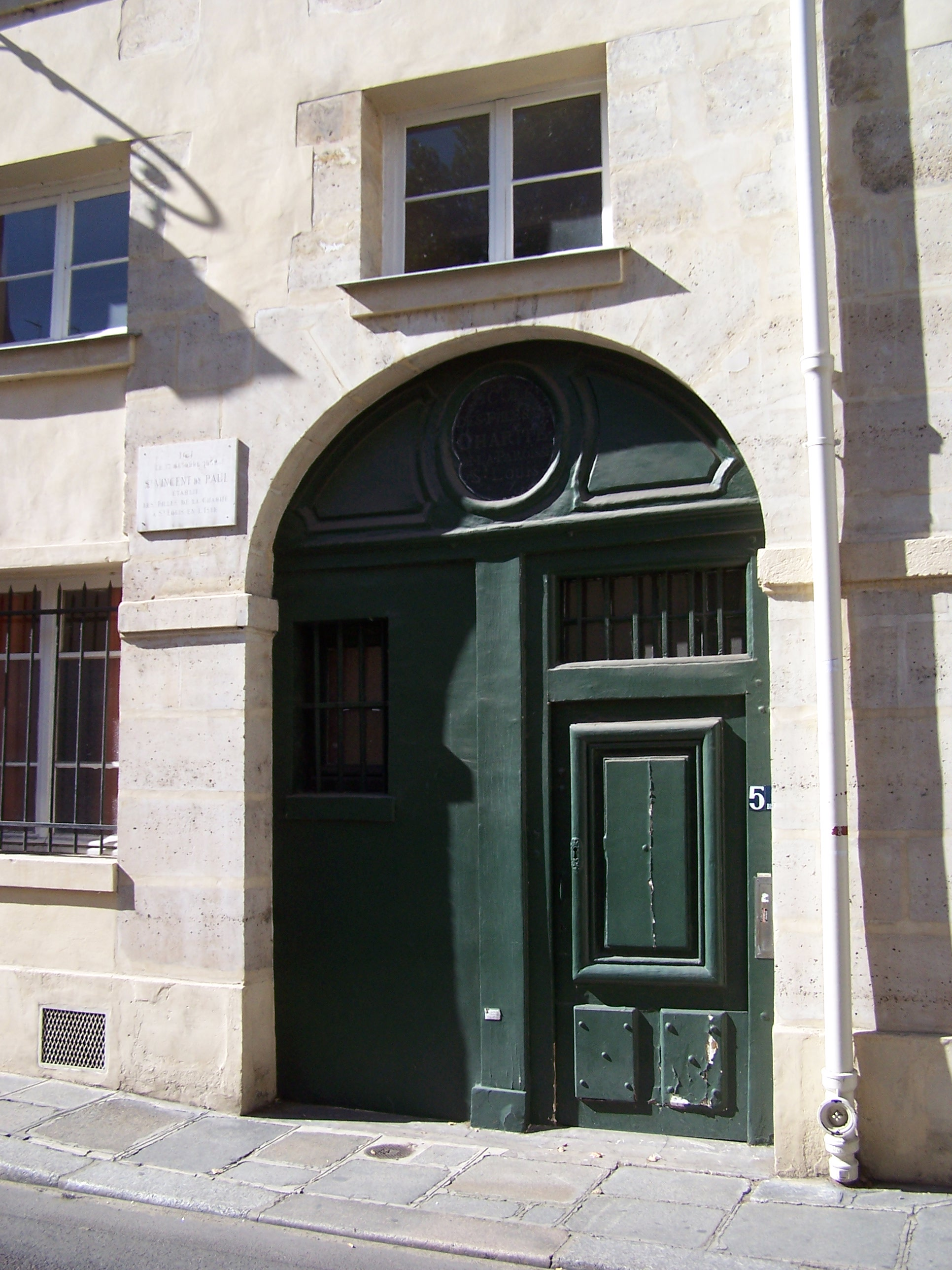
Le no 5 de la rue où fut fondée la congrégation des Filles de la Charité.